# Trichopsomyia
Trichopsomyia (лат.) — род двукрылых из семейства журчалок.

## Описание
Мелкие чёрные мухи длиной тела 5-8 мм. Передняя часть мезоплевра в длинных торчащих волосках. Второй тергит брюшка с жёлтыми пятнами.
Личинки питаются галлообразующими листоблошками на ситниковых.

## Систематика
В составе рода:
- Trichopsomyia antillensis Thompson, 1981
- Trichopsomyia apisaon Walker, 1849
- Trichopsomyia australis Johnson, 1907
- Trichopsomyia banksi Curran, 1921
- Trichopsomyia biglumis Matsumura, 1916
- Trichopsomyia boliviensis Shannon, 1927
- Trichopsomyia catharinensis Enderlein, 1938
- Trichopsomyia currani Fluke, 1937
- Trichopsomyia flavitarsis Meigen, 1822
- Trichopsomyia granditibialis Fluke, 1937
- Trichopsomyia joratensis Goeldlin, 1997
- Trichopsomyia lasiotibialis Fluke, 1937
- Trichopsomyia litoralis Vockeroth, 2008
- Trichopsomyia longicornis Williston, 1888
- Trichopsomyia lucida Meigen, 1822
- Trichopsomyia nigritarsis Curran, 1924
- Trichopsomyia occidentalis Townsend, 1897
- Trichopsomyia ochrozona Stackelberg, 1952
- Trichopsomyia polita Williston, 1888typus
- Trichopsomyia pubescens Loew, 1863
- Trichopsomyia puella Williston, 1888
- Trichopsomyia recedens Walker, 1852
- Trichopsomyia rufithoracica Curran, 1921
- Trichopsomyia similis Curran, 1924
- Trichopsomyia tshapigou Kuznetzov, 1990
- Trichopsomyia tuberculata Williston, 1888
- Trichopsomyia uleana Enderlein, 1938
- Trichopsomyia urania Hull, 1949

## Распространение
В мировой фауне около 30 видов, из них 9 видов Палеарктике, 9 видов Неарктике и 12 видов Неотропической области.